# Gerhard Swoboda (Maler)
Gerhard Swoboda (* 24. Januar 1923 in Neubistritz, Tschechoslowakei; † 11. Juli 1974 in Wien) war ein österreichischer Maler und Grafiker.

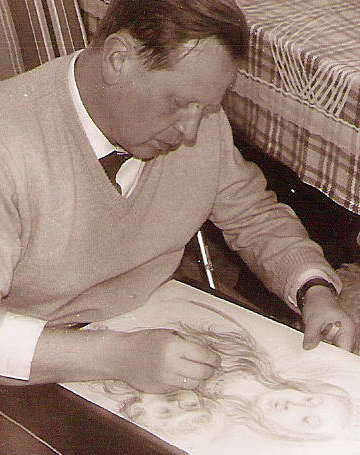
„Braunschläger Mutter Gottes“ (1960)

## Leben
Schon 1926 übersiedelte Gerhard Swoboda mit seiner Familie nach Wien. Nach einem abgebrochenen Medizinstudium studierte er ab 1946 an der Akademie der bildenden Künste in Wien, unter anderem als Meisterschüler des Bildhauers Fritz Wotruba. Später wandte er sich der Malerei zu.
Seine ersten Einzelausstellungen fanden 1949 in der Galerie Würthle und 1951 im Wiener Konzerthaus statt. Bei der Biennale von Venedig war er 1950 als Bildhauer und vier Jahre später als Grafiker vertreten. 1952 stellte er bei der Biennale von São Paulo aus. Gerhard Swoboda war Mitglied des Art Club, der Wiener Secession und unterrichtete an der Akademie der bildenden Künste Wien.

## Werk

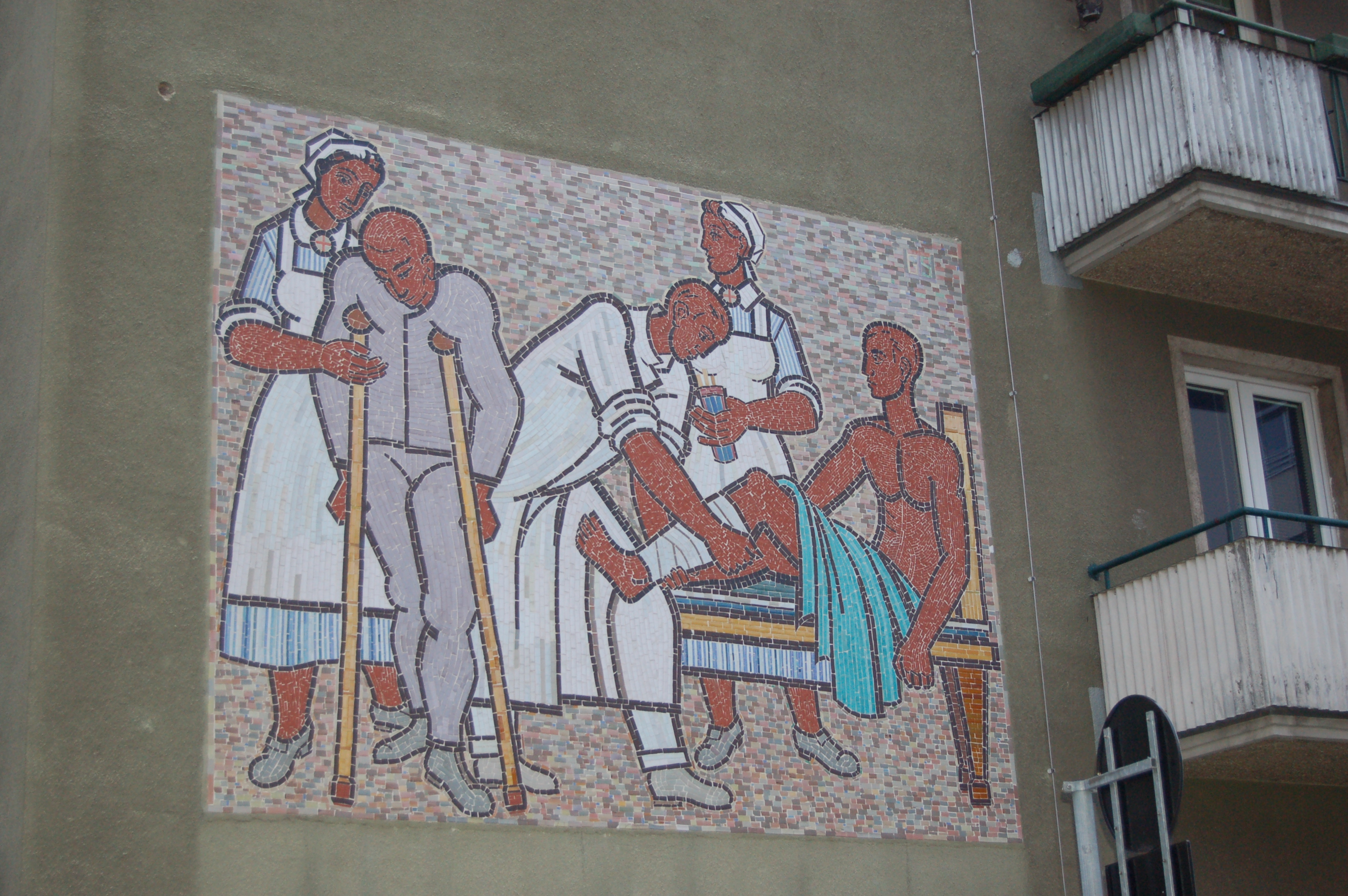
Krankenpflege. Mosaik, 1955

### Ausstellungen
- Beteiligung an zahlreichen Ausstellungen in Wien, Venedig, Berlin, Antwerpen, Rom, Turin, Genf, Basel, Düsseldorf, Köln; im Rahmen der Wiener Schule des Phantastischen Realismus in Tokio, Philadelphia, Teheran, Ankara, Stambul.
- Einzelausstellungen in Wien, Linz, Regensburg, Hamburg, Bonn, Turin, Basel, Krems.

### Sammlungen
- Sammlung des Münchner Adalbert-Stifter-Vereins in der Ostdeutschen Galerie in Regensburg.

## Literatur

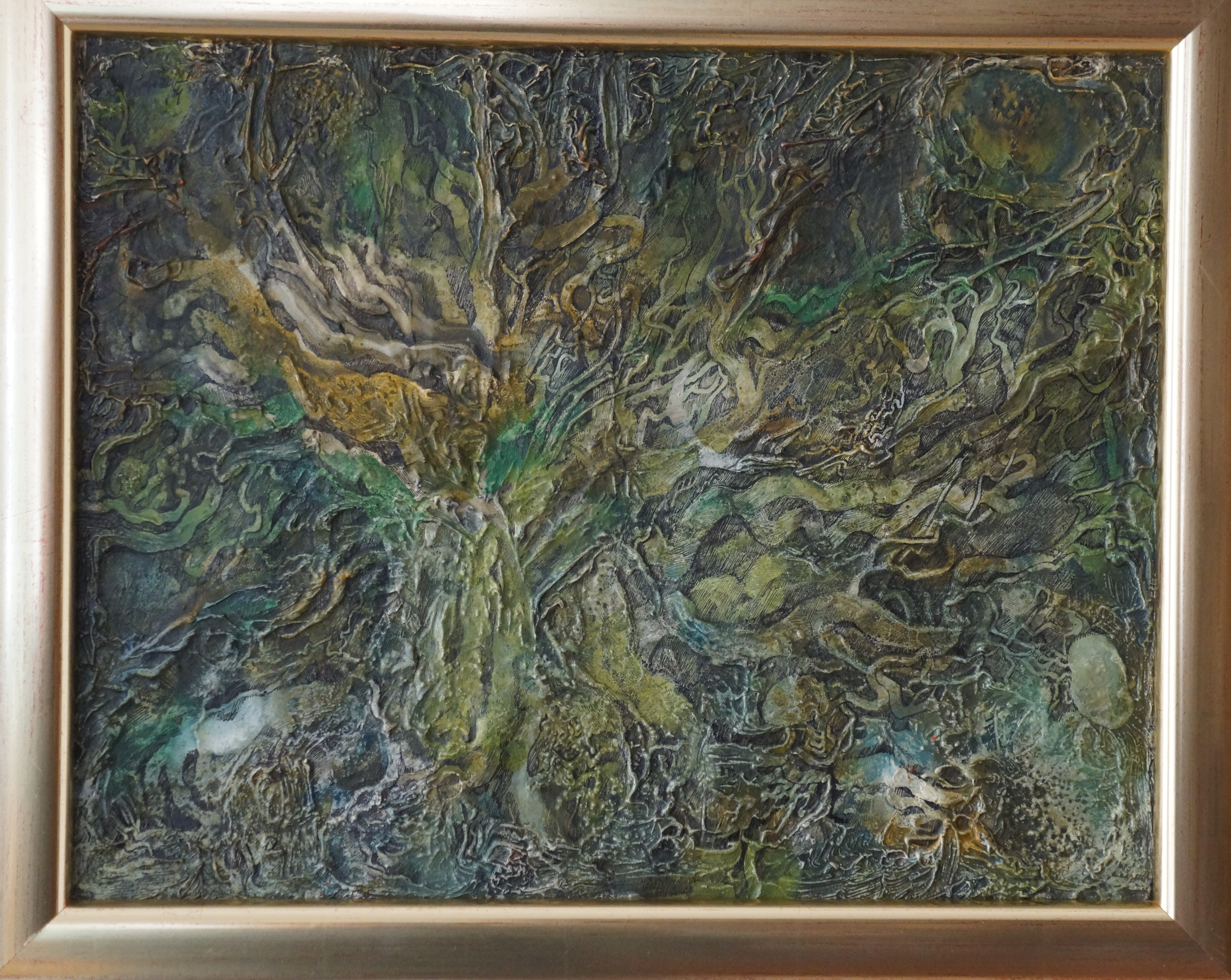
Gerhard Swoboda: Metamorphosen (1964)

## Film
- Die Wiener Schule der phantastischen Realisten, 16 mm, 1967. Filmarchiv der media wien, 261